# Sophie Aldred
Sophie Aldred (født 20. august 1962 i Greenwich i London i England) er en skuespillerinde og tv-vært. Hun er mest kendt for at ha spillet Ace i science fiction-serien Doctor Who. Hun blev født i Greenwich og voksede op i Blackheath, London.